# Andris Piebalgs
Andris Piebalgs (17. september 1957 i Valmiera i Lettiske SSR) er en lettisk politiker og diplomat, der var Europa-kommissær fra 2004 til 2014. Fra 4. juni 2016 og 19. august 2017 var han leder af partiet Vienotība (Enhed).
Piebalgs dimitterede i 1980 fra Letlands Statsuniversitets fysik-fakultet og arbejdede derefter som lærer og rektor ved Valmiera Gymnasieskole. Han var undervisningsminister fra 1990 til 1993, ordførende for Saeimaens budget- og finansudvalg fra 1993 til 1994, hvor han repræsenterede det liberale parti Latvijas Ceļš (Letlands vej) samt finansminister fra 1994 til 1995. Dernæst var han diplomat og virkede som Letlands ambassadør i Tallinn fra 1995 til 1997 og ved Den Europæiske Union i Bruxelles fra 1998 til 2003.
Piebalgs var assisterende statssekretær med ansvar for EU-sager fra 2003 til 2004, og ved Letlands indtrædelse i EU den 1. maj 2004 blev han kabinetchef for landets første EU-kommissær Sandra Kalniete. Piebalgs selv blev EU-kommissær da Barrosos første kommission tiltrådte i november samme år, eftersom Kalniete ikke genopstilledes af den lettiske regering, og da hendes tiltænkte efterfølger, Ingrīda Ūdre, stoppedes af Europaparlamentet. Selv den tiltænkte ungarske energikommissær László Kovács mødte modstand i Europaparlamentet. Først efter EU-kommissionens formand José Manuel Barroso erstattede Ūdre med Piebalgs og ombyttede Piebalgs og Kovács' porteføljer opnåedes enighed med parlamentet. Piebalgs tiltrådte den 10. februar 2010 Barrosos anden kommission som EU-kommissær for udviklingsbistand.
Andris Piebalgs er siden den 20. oktober 2003 Officer af Trestjerneordenen.